# Dodge Charger
Dodge Charger ist die Bezeichnung mehrerer Pkw-Modelle der US-amerikanischen Automobilmarke Dodge, die zum Automobilhersteller Chrysler gehört. Die ersten Modelle werden zu den Muscle-Cars gezählt und gehören zu den beliebtesten klassischen US-Fahrzeugmodellen. In den 1970er- und 1980er-Jahren wurde die Bezeichnung Charger für verschiedene komfortbetonte oder kompakte Fahrzeuge verwendet, die dem sportlichen Anspruch des ersten Charger nicht mehr gerecht wurden. Kritiker sprechen insoweit von einer Verwässerung der Modellbezeichnung. Seit 2011 verwendet Dodge den Namen Charger für eine viertürige Limousine.

## Vorgeschichte
1964 präsentierte Dodge die Studie eines sportlichen Coupés, das, einer Mode der Zeit entsprechend, mit Fließheck („Fastback“) und großem Kühlergrill besonders junge Kunden ansprechen sollte. 1965 präsentierte man eine Kleinserie des Dodge Dart mit einem stärkeren 4,5 l-Motor unter der Bezeichnung „Charger 273“.

## Nordamerikanische Serienmodelle

### Muscle Cars: 1968 bis 1974

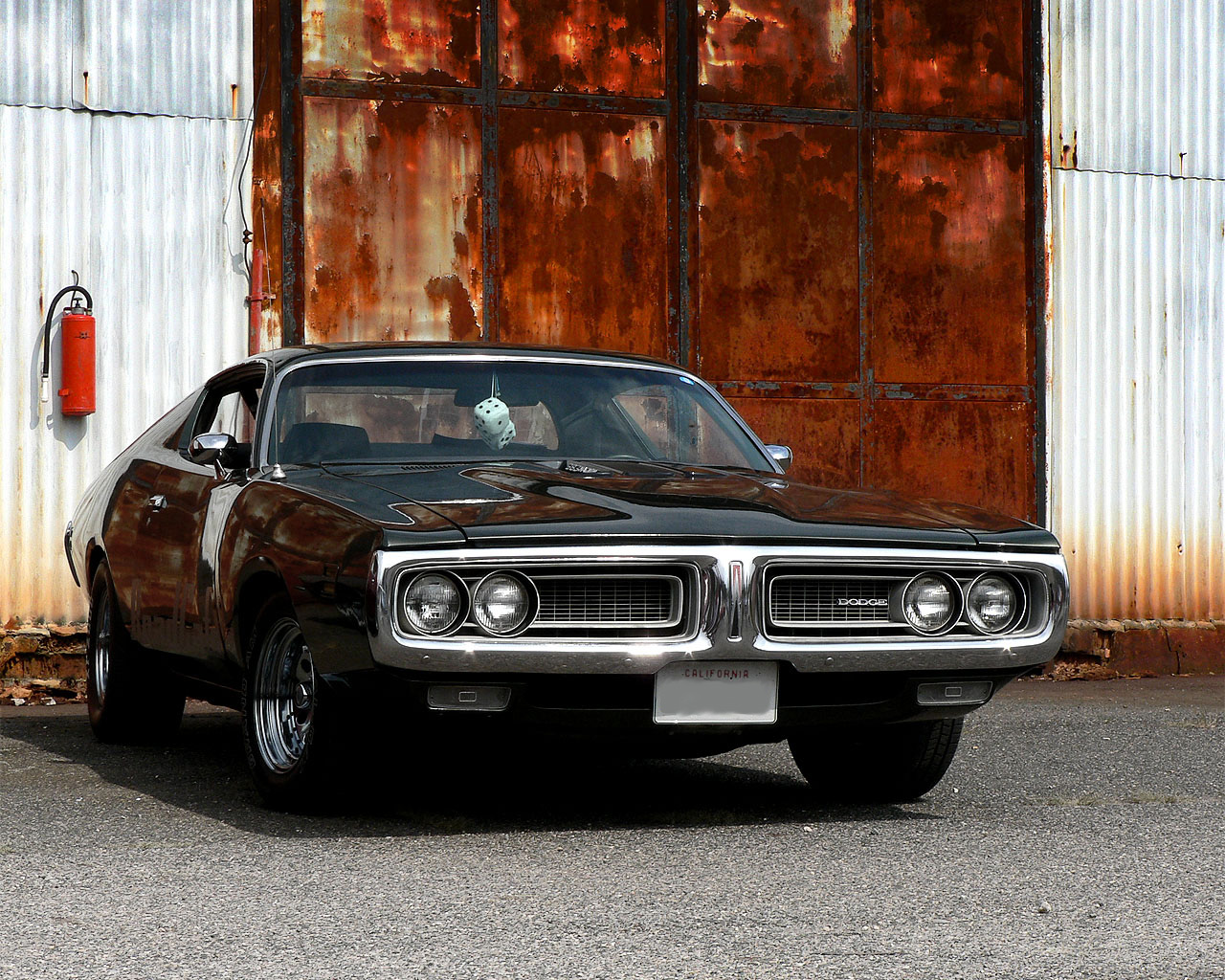
1971er Dodge Charger 383 Magnum

1966 kam das erste Serienmodell auf den Markt. Das Design entsprach weitgehend dem der Studie von 1964, die angebotenen Motoren waren ausschließlich die in den USA beliebten V8-Maschinen. Da die Verantwortlichen bei Dodge der Auffassung waren, dass der erste Charger zu schwerfällig und altbacken wirke, kam schon 1968 ein völlig neues Modell auf den Markt. Es wirkte noch schnittiger als sein Vorgänger und wurde mit dieser Karosserie bis einschließlich 1970 gebaut. Die ersten drei Modelljahre waren die erfolgreichsten, und die damaligen Verkaufszahlen konnten später nicht mehr erreicht werden. Besonders die R/T („Road/Track“)-Modelle mit dem Hemi-V8-Motor galten als sichere Sieger eines jeden Beschleunigungsrennens, obwohl der Chrysler-Konzern mit den Charger- und den ihnen ähnlichen Plymouth-Road-Runner-Modellen in der NASCAR bis 1970 ewiger Zweiter hinter den Ford-Fahrzeugen blieb.
1971 erhielt der Charger erneut eine neue Karosserieform, die bis 1974 mit nur kleineren Veränderungen gebaut wurde.

### Personal Luxury Cars: 1975 bis 1978
Seit Mitte der 1970er-Jahre wurden in den USA immer schärfere Emissionsgesetze in Kraft gesetzt, und die Käufer bevorzugten statt der Muscle-Cars in zunehmendem Maße komfortbetonte Modelle. Dodge trug dieser Entwicklung ab 1975 mit einer Neukonzipierung des Charger Rechnung, die zu einer Abkehr von der bisherigen Modellpolitik führte und zeitweise für Irritationen sorgte. So bot Dodge im Modelljahr 1976 zwei unterschiedliche Autos unter der Modellbezeichnung Charger an, die beide im Bereich der Personal Luxury Cars positioniert waren.

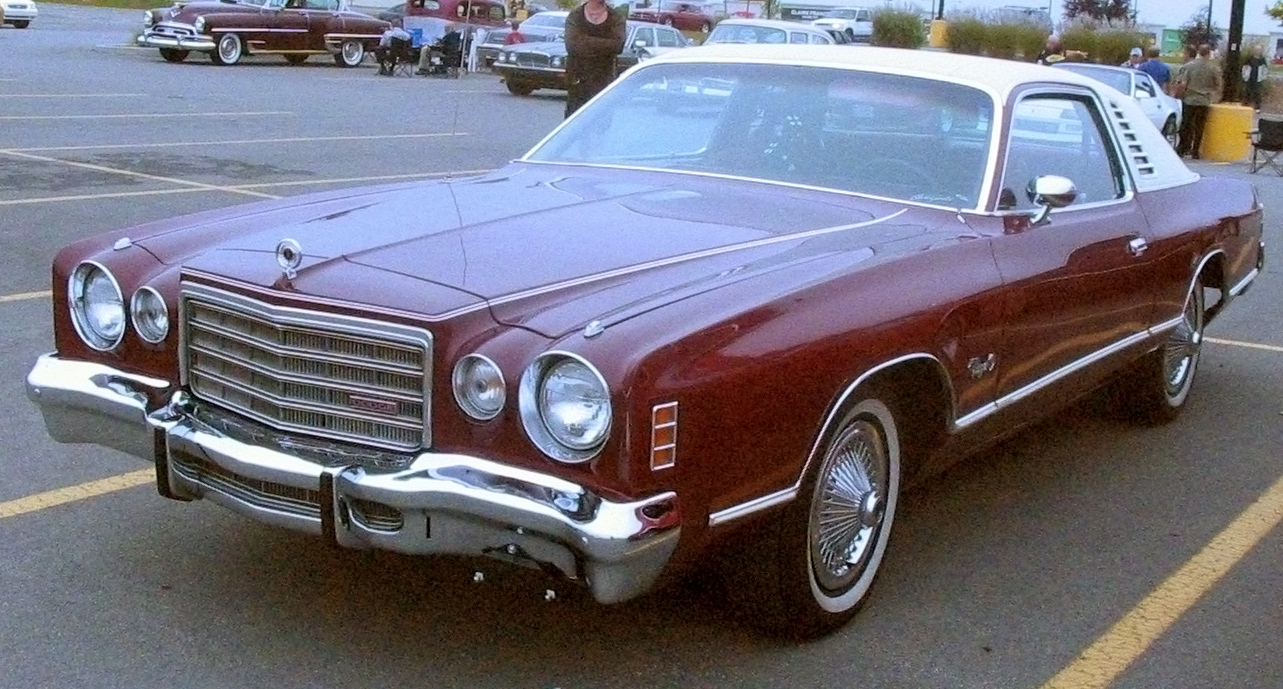
Ableger des Chrysler Cordoba: Dodge Charger SE von 1975

Der 1975 vorgestellte Dodge Charger SE war ein komfortbetonter Reisewagen, der ausschließlich als zweitüriges Coupé angeboten wurde. Er war eine stilistisch und technisch nahezu unveränderte Version des Chrysler Cordoba. Der Charger S/E basierte ebenso wie der Cordoba auf der Chrysler B-Plattform; insgesamt waren sie eng mit der zweitürigen Version des Dodge Coronet verwandt. Der Charger SE unterschied sich vom Chrysler Cordoba lediglich durch einen geänderten Kühlergrill und eigenständige Heckleuchten. Als Motorisierung dienten Achtzylindermotoren mit 5,2 bis 6,6 Litern Hubraum. Der Dodge Charger SE verkaufte sich deutlich schlechter als der baugleiche Chrysler Cordoba. Während vom Cordoba von 1975 bis 1979 mehr als 700.000 Exemplare produziert wurden, entstanden vom Charger SE lediglich 142.000 Fahrzeuge. Zu Beginn des Modelljahrs 1978 nahm Dodge den Charger SE vom Markt. Er wurde durch den Dodge Magnum ersetzt, der seinerseits auf dem Charger SE basierte, aber eine eigenständige Frontpartie mit Klappscheinwerfern aufwies und eine sportlichere Aufmachung erhielt.

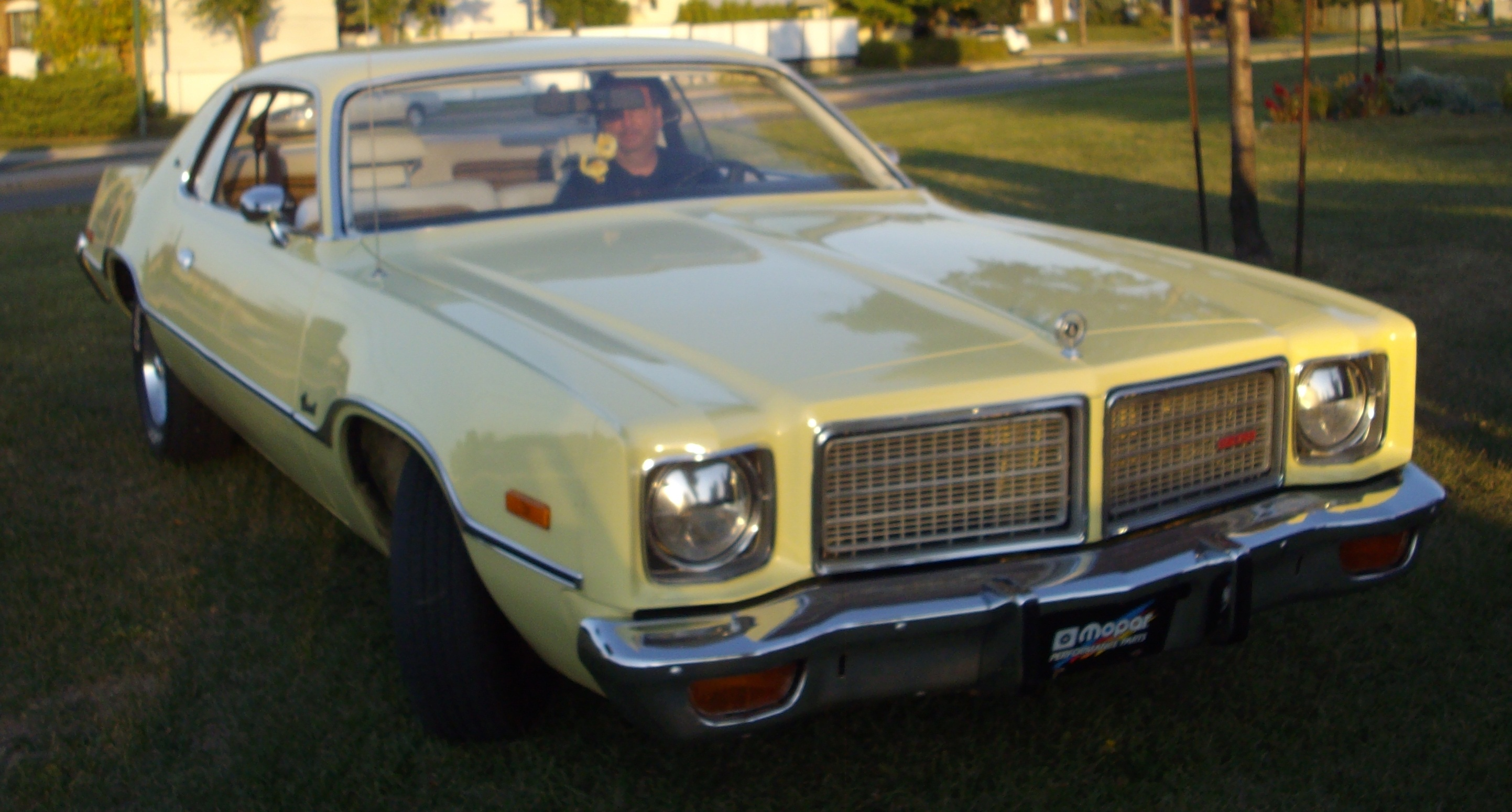
Dodge Charger (1976)

Parallel zum Charger SE bot Dodge im Modelljahr 1976 das Charger Coupé an. Dieses Modell war das Ergebnis einer Marketingentscheidung, die eine Umstrukturierung der Modellnamen bei Dodge zum Gegenstand hatte. Bei dem Charger Coupé handelte es sich um ein zweitüriges Stufenheckcoupé, das im Jahr zuvor unter der Modellbezeichnung Dodge Coronet verkauft worden war. Das Charger Coupé hatte äußerlich keine Ähnlichkeit mit dem Charger SE und war stattdessen mit dem letztjährigen Coronet Coupé identisch. Dieses Auto wurde – anders als der Charger SE – serienmäßig mit einem 3,7 Liter großen Reihensechszylindermotor („Slant Six“) angeboten, konnte aber wahlweise auch mit größeren Achtzylindermotoren ausgestattet werden. Vom Charger Coupé wurden 1976 annähernd 24.000 Exemplare hergestellt. Das Auto wurde nur 1976 als Charger Coupé vermarktet. Ab dem Modelljahr 1977, als der Coronet die Modellbezeichnung Monaco erhielt, stand das (wiederum unveränderte) Auto als Monaco Hardtop Coupé im Programm. Damit hatte es nach Coronet und Charger seinen dritten Modellnamen erhalten.

### Kompaktwagen: Omni 1983 bis 1987

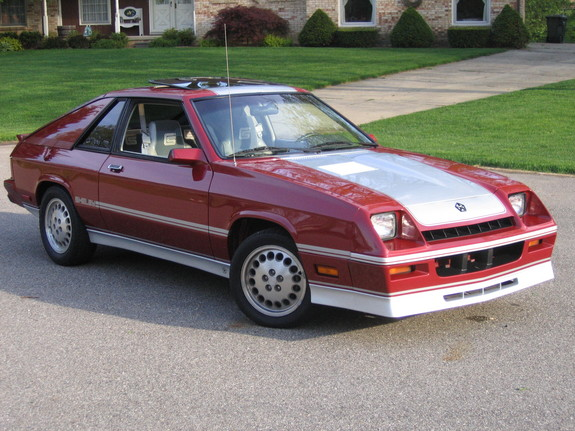
1987er Dodge Charger

Der Dodge Charger der Jahre 1983 bis 1987 war ein auf dem Dodge Omni basierendes Sportcoupé (u. a. mit Volkswagen- und Peugeot-Motoren), aber ein Zusammenhang mit den Urmodellen bestand nicht mehr.

### Limousine: 2005 bis 2023

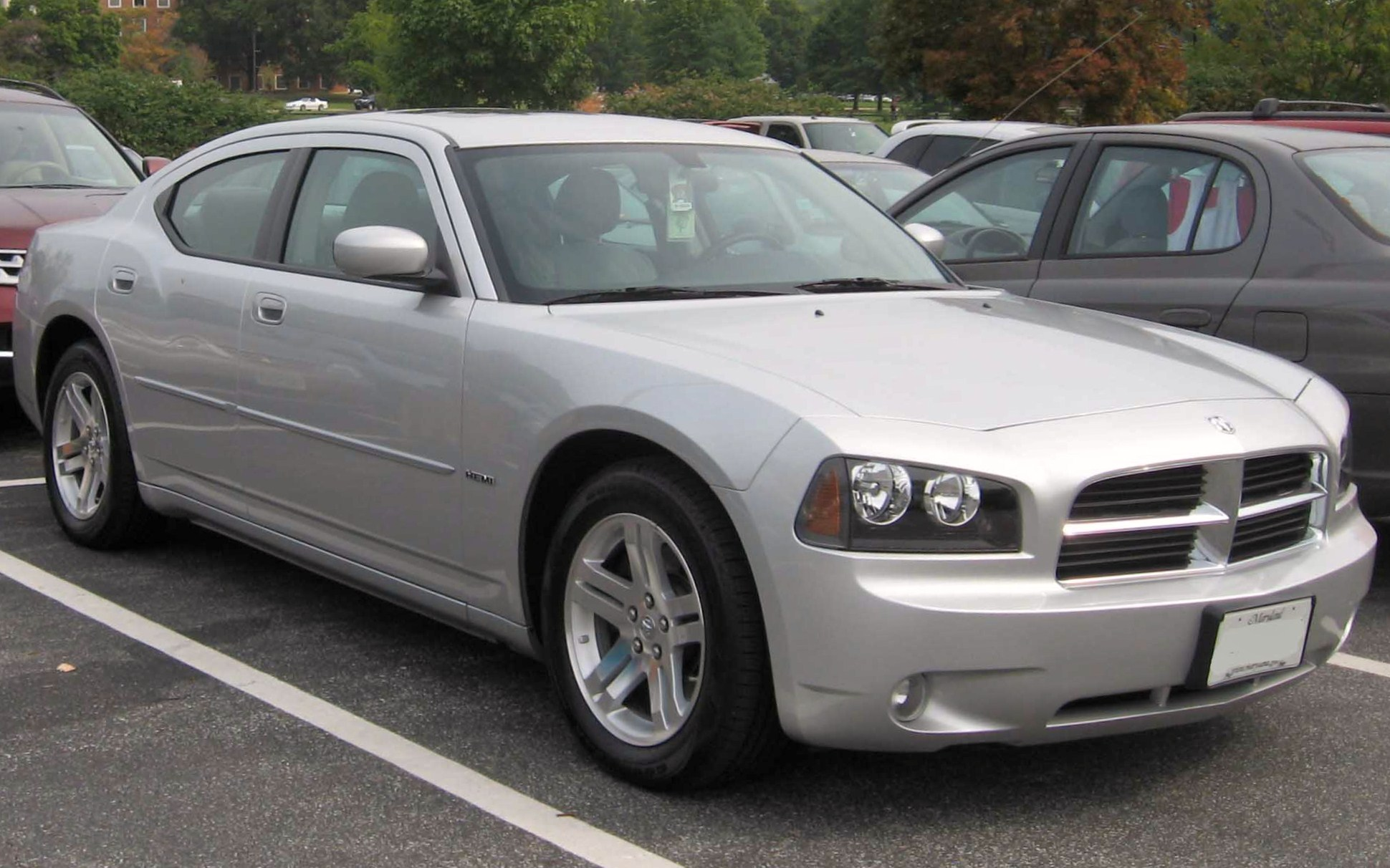
2006er Dodge Charger

2004 begann die Vorserienproduktion eines neuen Charger für das Modelljahr 2006, eine Limousine. Auch bei dieser Version gab es wieder eine leistungsstarke R/T-Version, die wie früher von einem Hemi-V8 angetrieben und mit den Erfolgen der klassischen Charger-Modelle beworben wurde. Ab dem Modelljahr 2011 führte die LD-Limousine die Charger-Reihe fort.

### Dodge Charger (2024)

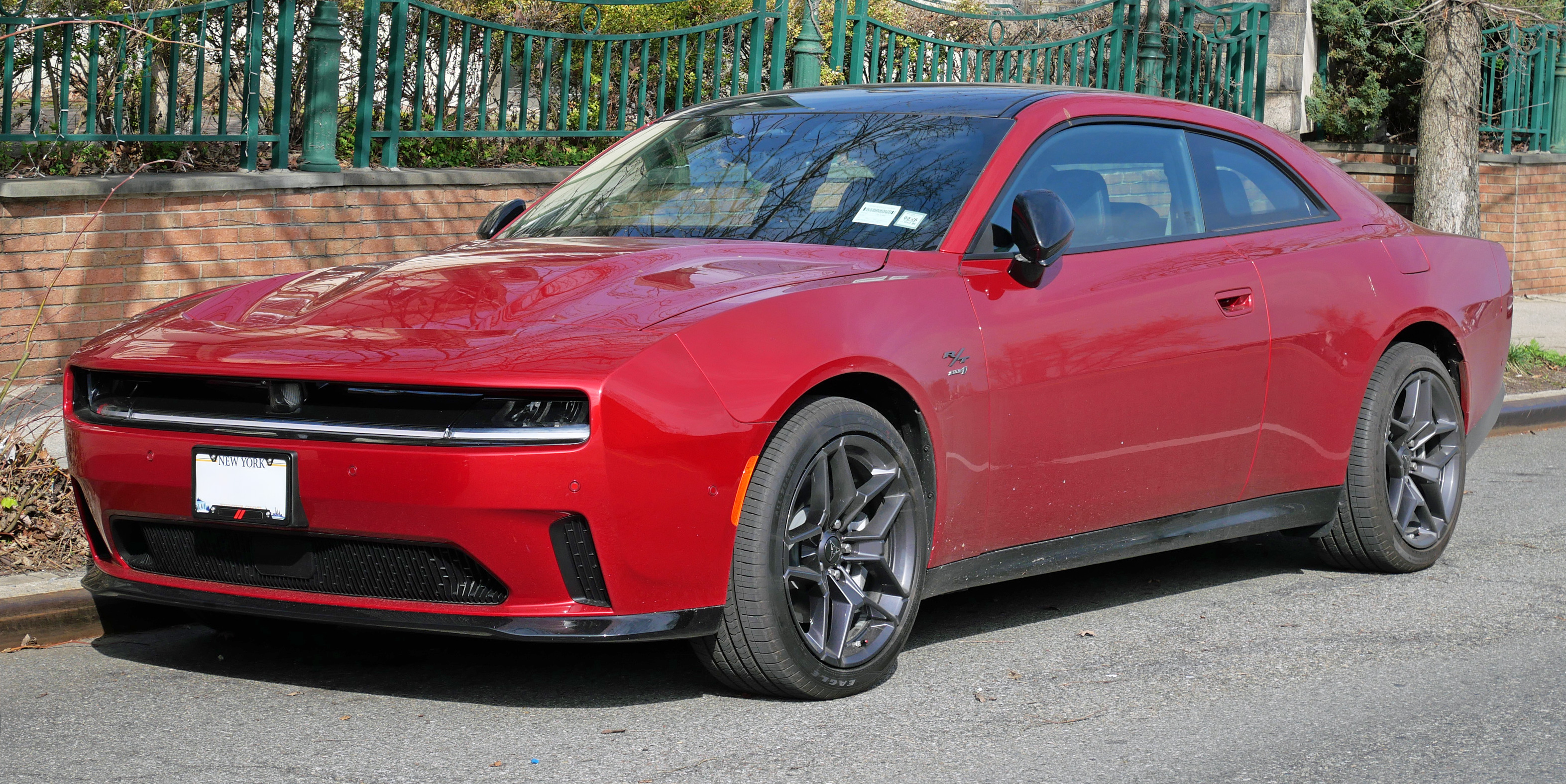
2024er Dodge Charger

Das erste Elektroauto von Dodge ist der Charger Daytona, der im März 2024 vorgestellt wurde und seit August 2024 verkauft wird. Das elektrische Muscle Car verfügt über Allradantrieb und eine 101 kWh brutto / 94 kWh netto fassende Batterie. Die Leistung gibt Dodge mit 370 kW (503 PS) im Charger Daytona R/T und 500 kW (680 PS) im Charger Daytona Scat Pack an.

## Studien

### Studie (1999)

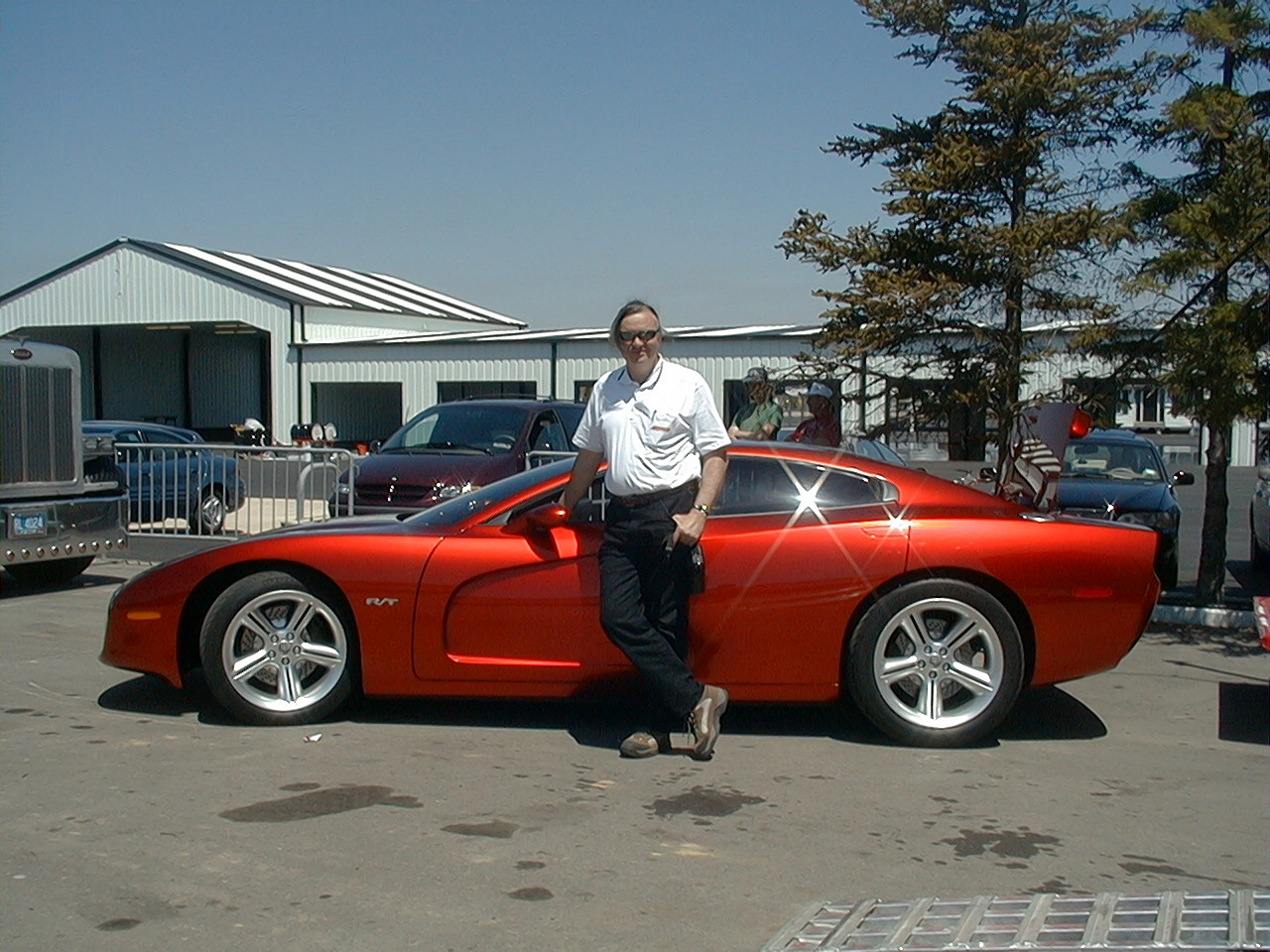
Dodge Charger R/T (Studie 1999)

Auf der Detroit Motor Show zeigte DaimlerChrysler 1999 eine Sportwagenstudie mit dem Namen „Dodge Charger R/T“. Nicht nur der Name sollte an die erfolgreichen Modelle der 1960er Jahre erinnern, auch das Design der Heckpartie war an die Formgebung der Charger-Modelle von 1968 bis 1970 angelehnt. Es handelte sich dabei um einen windschnittigen Sportwagen, der auch Assoziationen zur Dodge Viper anklingen ließ. Der Kühlergrill trug das Dodge-Kreuz der aktuellen Modelle, die Seitenlinie verfügte wieder über die seinerzeit beliebte „Cokebottle“-Form. Angetrieben wurde das Fahrzeug durch einen 4,7-Liter-V8. Ungewöhnlich für ein Muscle Car der Neuzeit waren lediglich die Verwendung von Erdgas als Treibstoff und die Hinwendung zu einer Karosserieform mit vier Türen. Nach einigen Präsentationen für die Presse, welche auch Probefahrten beinhalteten, verschwand die Studie jedoch wieder von der Bildfläche. Zu einem Serienmodell wurde der „Dodge Charger R/T“ nie entwickelt.

### Studie (2022)

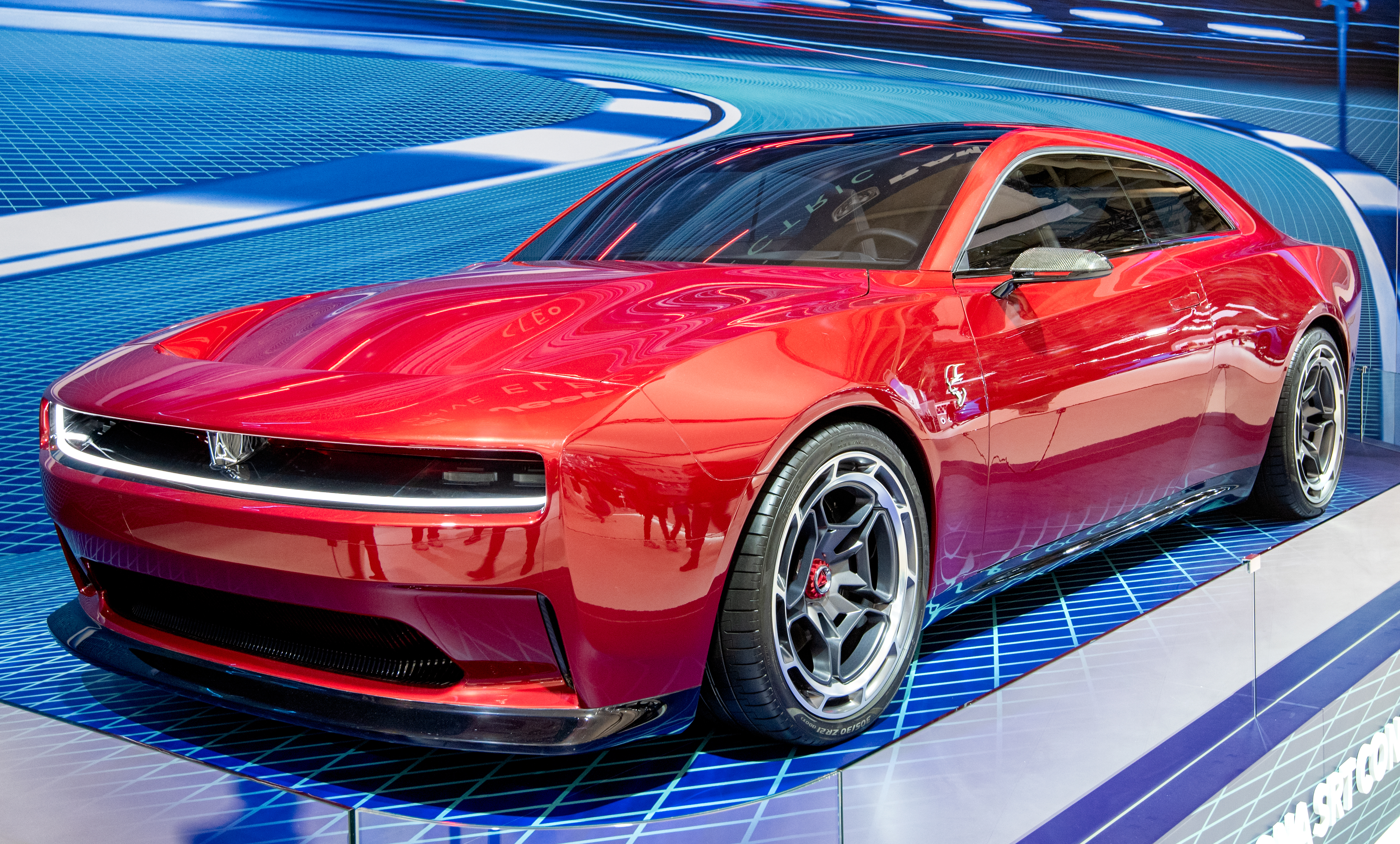
Dodge Charger Daytona SRT Concept

Im August 2022 zeigte Dodge mit dem zweitürigen Dodge Charger Daytona SRT Concept, wie ein batterieelektrisch angetriebenes Muscle-Car der Marke aussehen könnte.

## Brasilianischer Charger

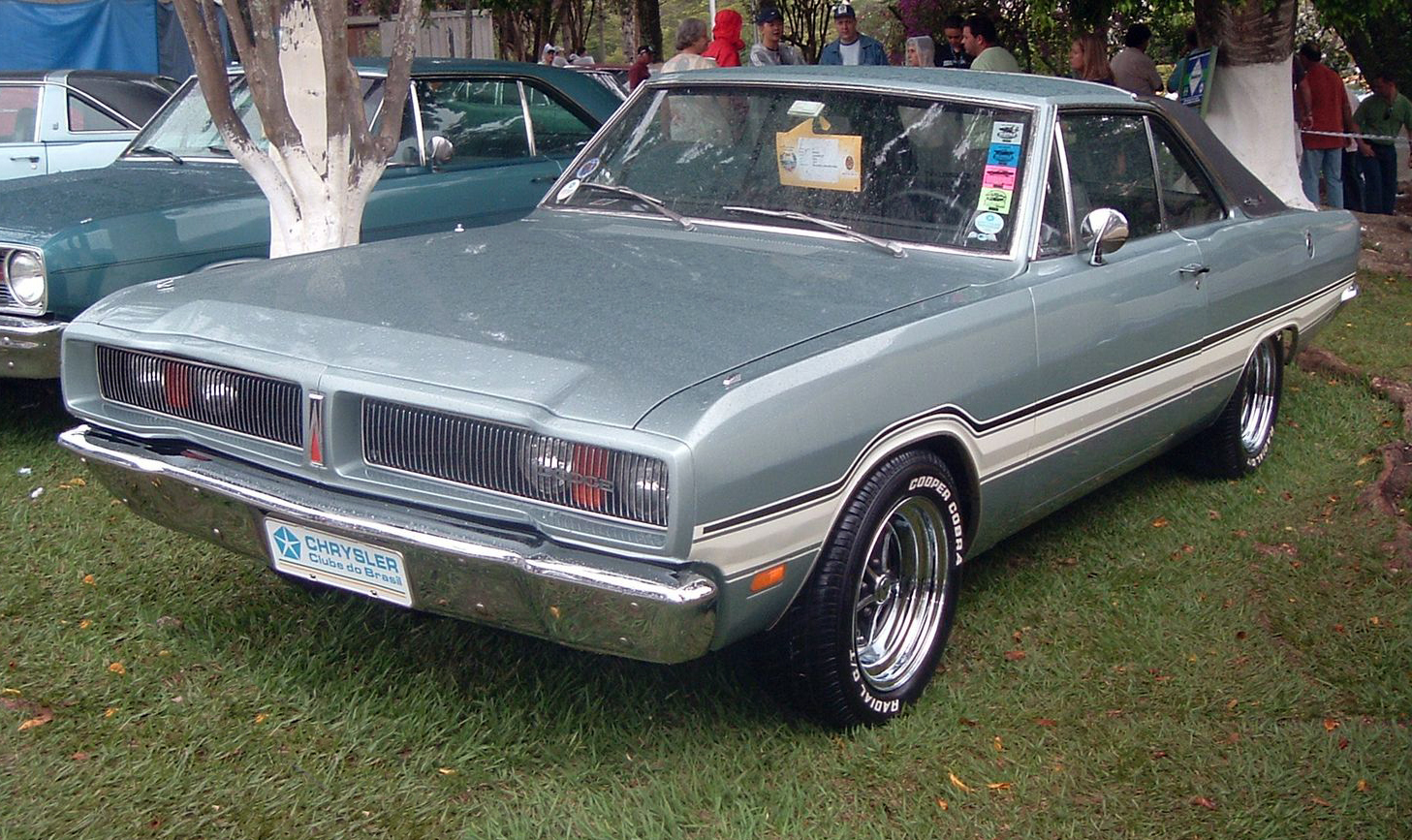
Dodge Charger RT (Brasilien) 1978

Von November 1970 an baute Chrysler Brasilien auf Basis des dortigen Dodge Dart Coupé eigene Hochleistungsvarianten unter der Bezeichnung Charger LS und Charger R/T. Beide Modelle wurden durch den 5,2-Liter-V8 (318 cui) der Limousine angetrieben, der aber statt 201 hier 208 SAE-PS (im LS) und, mit Doppelauspuff, 218 PS (im R/T) leistete. Der LS besaß ein Dreigang-, der R/T ein Viergang-Schaltgetriebe. 1973 erhielten die Charger Doppelscheinwerfer und geänderte Heckleuchten. 1976 entfiel der Charger LS, 1977 wurde die Verdichtung des Charger-Motors gesenkt (wodurch die Leistung auf 211 SAE-PS sank), und ab 1978 verzichtete man bei der Motorhaube auf die Lufthutzen-Attrappen. 1979 erhielt der Charger R/T ein umfangreiches Facelift mit einer neuen Frontpartie, einer Kunststoffnase und Jalousien an den hinteren Seitenscheiben; das Fahrwerk wurde zudem weicher ausgelegt. 1980 wurde die Produktion des Charger R/T eingestellt.